# André Verbart
Andreas Franciscus Maria (André) Verbart ('s-Heerenhoek, 23 januari 1960) is een Nederlandse letterkundige en dichter.
Verbart promoveerde in 1995 aan de UvA op het begrip 'fellowship' in het epische gedicht Paradise Lost van John Milton (1608-1674). In 2000 ontving hij de C. Buddingh'-prijs voor zijn debuutbundel 98.